# Michael Zager
Michael James Zager (* 3. Januar 1943 in Passaic, New Jersey) ist ein US-amerikanischer Produzent, Komponist und Musiker. Mit dem Disco-Projekt The Michael Zager Band gelang ihm 1978 ein weltweiter Hit: Let’s All Chant. Zuvor war er Mitglied bei der Jazz-Rock-Band Ten Wheel Drive.

## Karriere
Michael gründete 1968 gemeinsam mit Genya Ravan und Aram Schefrin die Band Ten Wheel Drive. Diese Gruppe bestand bis 1974 und veröffentlichte vier Alben. Zager war an allen Werken als Arrangeur, Komponist und Multi-Instrumentalist beteiligt. Nach dem Ende der Band begann er Musik für rund 400 Fernseh- und Radio-Werbungen zu schreiben. Darüber hinaus komponierte er Scores für Kinofilme und diverse Fernsehformate.
Mit der Single Do It with Feeling begann Zager 1975 seine Karriere im Disco-Genre. Zunächst nannte er das Studio-Projekt „Michael Zager’s Moon Band“, spätere verkürzte er den Namen zu „The Michael Zager Band“. Do It with Feeling war auf Anhieb ein großer Erfolg in den US-amerikanischen Disco-Charts (Platz 3), als Leadsänger fungierte der noch wenig bekannte Peabo Bryson. Mit Let’s All Chant erschien 1977 der größte Hit der Michael Zager Band. Die Single verkaufte sich weltweit fünf Millionen Mal und stand 1978 unter anderem hoch in den britischen (Platz 8), deutschen (Platz 14) und Schweizer Charts (Platz 4). Der markante Ausruf „Ouh, Ouh“ während des Refrains sollte später von vielen anderen Musikprojekten adaptiert werden. Zu den erfolgreichsten Coverversionen zählt My Party der deutschen Dancekünstlerin DJane Housekat und des britischen Rappers Rameez, der 2012 Platz 1 der iTunes-Download-Charts erreichte.
Zager selbst konnte den Erfolg von Let’s All Chant nicht wiederholen, darum wird er auch gerne als One-Hit-Wonder gewertet. Jedoch platzierte er sich auch später in den Disco-Charts. Die 1978er LP Life’s a Party enthält eine der ersten Gesangsaufnahmen des späteren Weltstars Whitney Houston. Das letzte Album der Zager Band, Zager (1980), enthält unter anderem ein Cover des Boney-M.-Hits Rasputin. Außerdem sangen Deniece Williams und Luther Vandross auf diesem Werk.
Zager produzierte etliche andere Disco-Künstler in dieser Zeit, auch als Komponist und Arrangeur war er gut im Geschäft. So arbeitete er unter anderem mit den beiden Porno-Stars Andrea True Connection und Marilyn Chambers, aber auch mit Soul-Größen wie Cissy Houston oder The Spinners zusammen. Zudem verantwortete er das Studioprojekt „Love Childs Afro Cuban Blues Band“ (SpanDisco), später verkürzt „Afro Cuban Band“ (Rhythm of Life).
Nach dem Ende der Disco-Welle arbeitete Zager weiter als Produzent, unter anderem für Johnny Guitar Watson. Gemeinsam mit dem Komponisten Harry Manfredini veröffentlichte er außerdem 1982 unter dem Projektnamen „Hot Ice“ die Single Theme from Friday the 13th, Part 3 zum Horrorfilm Und wieder ist Freitag der 13.
Zager lehrt seit ein paar Jahren als Professor an der Florida Atlantic University in Boca Raton, Florida, Musikproduktion sowie das Komponieren von Film- und Werbemusik. Auch als Musiker und Produzent ist er ab und zu aktiv. 2000 nahm er mit der Soul-Sängerin Jennifer Holliday ein Remake der alten Cissy-Houston-Disco-Nummer Think It Over auf, die Zager einst komponiert und produziert hatte. Das Stück schaffte den ersten Platz der Billboard-Dance-Charts. Außerdem veröffentlichte seine Band Moving Images 2004 das Smooth-Jazz-Album South Beach Wind.

## Diskografie
Alben
- 1973: Production Music (mit Tom Manoff, Joanne Valentino und Jeffrey Kaufman)
- 1978: Let’s All Chant (The Michael Zager Band)
- 1978: Life’s a Party (The Michael Zager Band; Private Stock/EMI)
- 1980: Zager (The Michael Zager Band)
- 1983: Friday the 13th (Soundtrack) (mit Harry Manfredini)

Kompilationen
- 1997: Let’s All Chant: The Michael Zager Dance Collection
- 2000: The Definitive Collection (The Michael Zager BandI)
- 2004: Let’s All Chant – Dance Collection

## Auszeichnungen für Musikverkäufe
| Goldene Schallplatte - Kanada - 1979: für die Single Let’s All Chant |

| Land/RegionAuszeichnungen für Musikverkäufe (Land/Region, Auszeichnungen, Verkäufe, Quellen) | Gold  | Platin | Verkäufe | Quellen         |
| -------------------------------------------------------------------------------------------- | ----- | ------ | -------- | --------------- |
| Kanada (MC)                                                                                  | Gold1 | —      | 75.000   | musiccanada.com |
| Insgesamt                                                                                    | Gold1 | —      |          |                 |